# Jordie Barrett
Jordie Matthew Barrett (* 17. února 1997 New Plymouth) je novozélandský ragbista, který bude od prosince 2024 hrát za irský klub Leinster soutěž United Rugby Championship. Může hrát tříčtvrtku, zadáka i křídlo.  
S novozélandskou reprezentací vyhrál v letech 2017, 2018, 2020–2023 Rugby Championship (soutěž pro Nový Zéland, Jihoafrickou republiku, Argentinu a Austrálii), 3. místo na MS 2019 a 2. místo na MS 2023. Společně s bratry Beaudenem a Scottem se stali první bratrskou trojicí, která nastoupila do finále MS v ragby.
V roce 2016 vyhrál s klubem Canterbury novozélandskou ligu a byl zvolen nejlepším hráčem soutěže.